# Prakthäggmispel
Prakthäggmispel (Amelanchier lamarckii) är en buske eller ett litet träd i familjen rosväxter.

## Synonym
- Amelanchier aunieri Gand. nom. illeg.